# Inazuma Eleven: Ares
Inazuma Eleven: Ares (イナズマイレブン アレスの天秤, Inazuma Irebun Aresu no Tenbin, lit. "Inazuma Eleven:"), conhecido como Super Onze: Ares no Tenbin no Brasil, é uma série de anime para televisão japonesa de 2018 produzida pela OLM. Parte da franquia Inazuma Eleven, a série é baseada no próximo videojogo RPG Inazuma Eleven: Great Road of Heroes, originalmente com o mesmo nome. Estreou em Portugal com a dobragem portuguesa feita pela 112 Studios, baseada na versão americana feita pela SDI Media, a 7 de setembro de 2020 no Biggs e mais tarde a 5 de julho de 2021 no Panda Kids. Também está disponível no serviço de streaming pago do Canal Panda, Panda+. Também estreou no Brasil com dublagem brasileira feita pela Lexx Comunicações, também baseada na versão americana, a 30 de setembro de 2021 na Pluto TV no canal Pluto TV Anime e a 1 de janeiro de 2022 no Amazon Prime Video.

## Resumo do enredo
Ares descreve um cânone alternativo após os eventos da primeira temporada do anime Inazuma Eleven original após a sua vitória na Football Frontier, com o ataque alienígena da segunda temporada nunca a acontecer. Quando o futebol japonês foi considerado fraco em comparação com a competição internacional, a Raimon Eleven desfez-se e os seus membros foram transferidos para diferentes equipas de futebol em todo o país para fortalecer o futebol japonês em nível nacional. Além disso, o patrocínio se tornou um aspecto vital na sobrevivência de uma equipa de futebol juvenil japonês, pois evita a dissolução de um time, sendo essencial para participar dos jogos.
A série tem como foco o atacante Sonny Wright (Asuto Inamori) e a sua equipa, Raimon Eleven (Inakuni Raimon), formada por jogadores da remota Ilha do Sol Posto (Inakunijima). Precisando manter a sua equipa, eles substituíram a Raimon Eleven original como equipa de futebol da Escola Raimon e competem como novatos no torneio anual de jovens da Football Frontier.

## Elenco
| Personagem                                                         | Dobrador japonês   | Dobrador inglês         | Dobrador portguês |
| ------------------------------------------------------------------ | ------------------ | ----------------------- | ----------------- |
| Sonny Wright ( Asuto Inamori (稲森 明日人) )                       | Ayumu Murase       | Kyle McCarley           | Susana João       |
| Elliot Ember ( Ryōhei Haizaki (灰崎 凌兵) )                        | Hiroshi Kamiya     | Steve Staley            | Pedro Bargado     |
| Heath Moore ( Nosaka Yūma (野坂 悠馬) )                            | Jun Fukuyama       | Lucien Dodge            | Salvador Nery     |
| Valentin Eisner ( Kirina Hiura (氷浦 貴利名) )                     | Sōma Saitō         | Lucien Dodge            | Paulo Oom         |
| Sandra Fischer ( Norika Umihara (海腹 のりか) )                    | Ai Kayano          | Cherami Leigh           | Carla García      |
| Nino Nango ( Hanta Hattori (服部 半太) )                           | Haruka Tomatsu     | Christine Marie Cabanos | Tiago Caetano     |
| Cliff Parker ( Takashi Iwato (岩戸 高志) ))                        | Kenta Miyake       | Kaiji Tang              | Pedro Bargado     |
| Maxime Dassier ( Tatsumi Michinari (道成 達哉) )                   | Ryohei Kimura      | Kaiji Tang              | Salvador Nery     |
| Cesar Montalban ( Hiro Okuiri (奥入 祐) )                          | Natsuki Hanae      | Griffin Burns           | Paulo Oom         |
| Adriano Donati ( Tetsunosuke Goujin (剛陣 鉄之助) )                | Shunsuke Takeuchi  | Tony Azzolino           | Nelson Raposo     |
| Trevor Cook ( Yuichiro Mansaku (万作 雄一郎) )                     | Takahiro Sakurai   | Johnny Yong Bosch       | Salvador Nery     |
| Kiko Calavente ( Hiyori Masakatsu (日和 正勝) )                    | Yuka Terasaki      | Erika Harlacher         | Raquel Ferreira   |
| Basile Hardy ( Sasuke Kozōmaru (小憎丸 サスケ)                     | Yuki Kaji          | Bryce Papenbrook        | Nelson Raposo     |
| Mister Yi ( Jinyun Zhao (趙 金雲) )                                | Yuichi Nakamura    | Christopher Corey Smith | Rui Luís Brás     |
| Axel Blaze ( Shūya Gōenji (豪炎寺 修也) )                          | Hirofumi Nojima    | Nathan Sharp            | Rui Luís Brás     |
| Hunter Foster ( Tatsuya Kiyama (基山 タツヤ)                       | Takahiro Mizushima | Nathan Sharp            |                   |
| Dean Rush ( Yukinori Kameda (亀田かめだ 幸則ゆきのり) )            | Haruo Yamagishi    | Richard Epcar           | Salvador Nery     |
| Aurelia Dingle ( Tsukushi Ootani (大谷おおたに つくし) )           | Akane Fujita       | Christine Marie Cabanos | Raquel Ferreira   |
| Regina Mulgrave ( Anna Mikado (神門みかど 杏奈) )                  | Rie Takahashi      | Cristina Valenzuela     | Carla García      |
| Jude Sharp ( Yuuto Kidou (道きどう 有人) )                         | Hiroyuki Yoshino   | Bryce Papenbrook        | Salvador Nery     |
| Bryon Love / Afrodite ( Terumi Afuro/Aphrodi (亜風炉あふろ 照美) ) | Yūko Sanpei        | Griffin Burns           |                   |
| Duske Grayling ( Seiya Nishikage (西蔭にしかげ 政也せいや) )       | Kenichi Suzumura   | Kaiji Tang              | Mário Bomba       |

## Música
- Genérico: "To the Top" (てっぺんへダッシュ!; "Teppen e Dash!" ) por pugcat's
- Final:  "A Girl in Love is a Sign of Rain" (恋する乙女は雨模様; "Koisuru Otome wa Amemoyou" ) por Alom

## Episódios
| N.º | Título | Exibição original                                              |
| --- | --- | -------------------------------------------------------------- |
| 1 | ""A Caminho do Amanhã" " ""Departure to Tomorrow" "明日への船出""                                                                    | 6 de abril de 2018 13 de abril de 2019 7 de setembro de 2020   |
| Sonny Wright e um grupo de jogadores de futebol na pequena Ilha do Sol Posto têm o seu clube à beira da dissolução devido à falta de patrocinador. Pouco depois, a mãe do Sonny falece. Desanimado pela perda das coisas que ama, Sonny aceita o desafio de entrar no torneio Football Frontier para ganhar o interesse de um patrocinador para manter a sua equipa viva. No entanto, quando eles são transferidos para Tóquio no continente para competir pelo Escola Raimon, eles são colocados contra a Academia Polestar, uma equipa muito mais forte. Basile Hardy dá á equipa uma vantagem inesperada contra os seus oponentes com uma super-técnica, mas os jogadores da Polestar começam a preparar o seu próprio golpe. | |                                                                |
| 2 | ""O Demónio em Campo" " ""The Demon on the Pitch" "フィールドの悪魔""                                                                | 6 de abril de 2018 13 de abril de 2019 8 de setembro de 2020   |
| Uma semana antes do seu jogo com a Polestar, os jogadores do clube de futebol da Ilha do Sol Posto instalam-se no seu novo clube na Escola Raimon. Eles experimentam os seus novos uniformes, aprendem sobre as Onze Pulseiras e treinaram pela primeira vez com o seu treinador - um chinês chamado Mister Yi. Eles também conhecem a Mansão Windsor, o seu lugar para ficar enquanto estão no continente. O jogo com a Polestar, apesar da liderança inicial, acabou em desastre, com o atacante ás da Polestar, Elliot Ember - o "Demônio em campo" - a mostrar a sua verdadeira força. Embora ao jogo tenha terminado em favor da Polestar por 1 a 10, a persistência da Raimon chama a atenção de um representante da Island Tours, que concorda em patrocinar a sua equipa.                                                                               | |                                                                |
| 3 | ""O Treinador Misterioso Mister Yi" " ""The Mysterious Mister Yi" "謎の監督 趙金雲""                                                 | 20 de abril de 2018 20 de abril de 2019 9 de setembro de 2020  |
| A Raimon fica a saber que eles ainda podem continuar a participar na Football Frontier. O próximo jogo é contra a Escola Rampart, equipa conhecida pela sua técnica de fortaleza que impede as pessoas de marcarem contra eles. O Mister Yi, entretanto, insiste que eles pratiquem exclusivamente a defesa. Enquanto a maior parte da equipe tem que suportar o seu treino, o Cliff e o Valentin são selecionados para fazer as tarefas no seu lugar. O Cliff tem que limpar graffitis nas paredes da escola, enquanto o Valentin tem que regar. À medida que o jogo se aproxima, os jogadores ficam frustrados por não saberem no que vai resultar este estranho treino. | |                                                                |
| 4 | ""Abaixo Com a Parede! A Fortaleza Impenetrável" " ""Breakdown Their Walls! The Impenetrable Fortress" "落とせるか！難攻不落の要塞"" | 27 de abril de 2018 27 de abril de 2019 10 de setembro de 2020 |
| A partida entre a Raimon e a Rampart começa. O Mister Yi insiste que a Raimon apenas defenda, e logo parece que a sua estratégia está a tornar o treinador da Rampart impaciente o que fez com que ele lhes desse ordens para atacar primeiro e baixar a guarda. As tarefas do Cliff e do Valentin trazem novas super-técnicas. A partida terminou 2-0 com a vitória da Raimon. | |                                                                |
| 5 | ""A Escuridão da Academia Polerstar" " ""The Darkness of Polestar Academy" "星章学園の闇""                                           | 4 de maio de 2018 4 de maio de 2019 11 de setembro de 2020     |
| A prestigiosa escola Polestar é o clube de futebol que se prepara para a partida preliminar contra a Kido River Kiyoshida , mas ele o Elliot isolou-se porque não pretendia treinar e não ia participar da partida porque não entrou no clima. O Elliot visitou o hospital para visitar a sua amiga de infância Faith Winter depois da escola. O Elliot continua a manter a sua mente constantemente como de costume, o Elliot jurou vingança no futebol para "O Juízo de Ares", que magoou a sua amada. Nesse momento, na TV do quarto do hospital, depois do destaque durante a limpeza do rio Kido. Em entrevista, o atacante Axel Blaze da Kirkwoodestá a provoca-lo, o Elliot decide participar da eliminatória de amanhã. Porém, no dia da partida, a estratégia que o líder absoluto do campo Seiken Gakuen e do Onigado montaram foi surpreendente ...! | |                                                                |

## Média doméstica
Os primeiros oito episódios foram lançados em DVD na América do Norte pela NCircle Entertainment em 4 de fevereiro de 2020. 